# Einar Utzon-Frank
Aksel (Axel) Einar (Ejnar) Utzon-Frank (* 30. März 1888 in Frederiksberg; † 15. Juli 1955 in Asserbo, Frederiksværk) war ein dänischer Maler, Bildhauer und Professor an der Königlich Dänischen Kunstakademie. Zu seinen Lebzeiten schuf er viele Skulpturen, von denen einige im öffentlichen Raum als Denkmäler aufgestellt wurden.

## Herkunft und Ausbildung
Einar Utzon-Frank war der Sohn von Jens Christian Frank (1841–1899) und Ane Cathrine Utzon (1845–1922). Der Vater hatte ein juristisches Examen und war Kassierer und arbeitete zeitweilig als Anwalt. Die Mutter war die Schwester des Großvaters Hans Jørgen Utzon des mit dem Pritzker-Preis ausgezeichneten dänischen Architekten Jørn Utzon (1918–2008).
Seine Ausbildung begann er mit einer Malerlehre bei dem königlichen Hofdekorateur und Maler Nielsen & Hansen. Danach folgten zwei Jahre an der Kopenhagener Technischen Schule bei H. Grønvold. Utzon-Frank begann sein künstlerisches Leben als Maler, wechselte dann aber zum Bildhauer.
Im Jahr 1906 wurde er in die Bildhauerschule an der Königlich Dänischen Kunstakademie aufgenommen und studierte ein Semester bei Carl Aarsleff (1852–1918). An der Akademie wurde er ein enger Freund des etwas älteren Kai Nielsen (1882–1924), mit dem er die Bewunderung für Auguste Rodin (1840–1917) und die neue französische Bildhauerei teilte. Sie besuchten wiederholt gemeinsam die Glyptotek, wo vor allem die Werke von Constantin Meunier Inspiration lieferten. Die beiden Freunde gingen jedoch durch ihre kreative Karriere unterschiedliche Wege, wobei Nielsen einen üppigen und sinnlicher Modernismus im direkten Gegensatz zu Utzon-Franks klarem, kühlem Klassikstil folgte, der in der Tradition von Bertel Thorvaldsen steht. Die Arbeit von Utzon-Frank basierte auf einer gründlichen Kenntnis und Bewunderung für die Skulptur der griechisch-archaischen und frühen italienischen Renaissance. Er beschäftigte sich stark mit den formalen Seiten, Proportionen, dem Gleichgewicht und der Silhouette der Skulptur, bevorzugte oft erzwungene und unkonventionelle Positionsmotive, und seine Figuren waren selten rein frontal, sondern oft mit einer leichten Drehung des Körpers versehen.
Utzon-Frank war auch Teil des Kreises um Aksel Jørgensen (1883–1957) und Carl Jensen, trug zur Veröffentlichung der Satirezeitschrift Gnisten 1907–1908 bei und stellte 1909 auf der Ausstellung von De Tretten aus. Schon zuvor hatte er sowohl auf der Künstlerherbstausstellung als auch auf Schloss Charlottenborg ausgestellt und erhielt nun mehrere Stipendien, die Studienreisen ins Ausland ermöglichten. Utzon-Frank schloss seine Ausbildung dann an der Krøyers Skole 1907–1908 ab.

## Studienreisen
Utzon-Frank machte mehrere Studienreisen ins südliche Ausland, so besuchte er 1908 zuerst Frankreich und Deutschland. Von 1912 bis 1913 reiste Utzen-Frank ausgiebig durch Europa und besuchte Berlin, Dresden, München, Florenz, Rom, Neapel, Paestum, Paris und später Italien, Griechenland und England.
Auf Reisen in Europa gewann Utzon-Frank starke Eindrücke insbesondere von der archaischen griechischen Kunst in München und von den Renaissance-Skulpturen von Donatello in Florenz. Seine Sprache war im Klassizismus verwurzelt, aber er fügte ihr einen oft raffinierten und stilisierten Ausdruck hinzu.

## Leben
Durchbruch und Meisterwerk ist Aphrodite von 1914, die erste in einer langen Reihe mythologischer Frauenfiguren. In dieser Skulptur hat er die harmonischen Proportionen des Körpers und durchdachte, gleitende Linien mit dekorativen Details in der rein ornamentalen Haarpracht der Frau kombiniert. Eine Reihe von Statuetten aus den 1910er Jahren verdeutlichen die Vorliebe für die komplizierten Positionen, da die Figuren in ihren raffinierten Linien das Interesse der Zeit an der Sprache des französisch-italienischen Manierismus des 16. Jahrhunderts widerspiegeln. Highlight ist dabei das hutvergoldete Freirelief des Erzengels Michael, das in seiner langgliedrigen Eleganz typisch für Art déco ist.
Die in diesen Jahren entstandenen Statuen entsprechen voll und ganz dem Zeitgeschmack und seinem eigenen Anspruch an eine reine Ästhetik. Die angestrebte Vereinfachung war nicht, wie man erwarten könnte, der Kubismus, der sich in der dänischen Bildhauerei noch nicht niedergeschlagen hatte. Bei den bisherigen Werken von Utzon-Frank hatte man immer noch das Gefühl, dass es die moderne Kunst war, die ihren Einzug in die Königlich Dänische Kunstakademie hielt, als er 1918 die Professur von Carl Aarsleff übernahm, die den Auftakt zu den bewegenden Jahren bildete in der Geschichte der Kunstakademie um 1920, als es zum finalen Showdown mit den akademischen Normen des 19. Jahrhunderts kam.

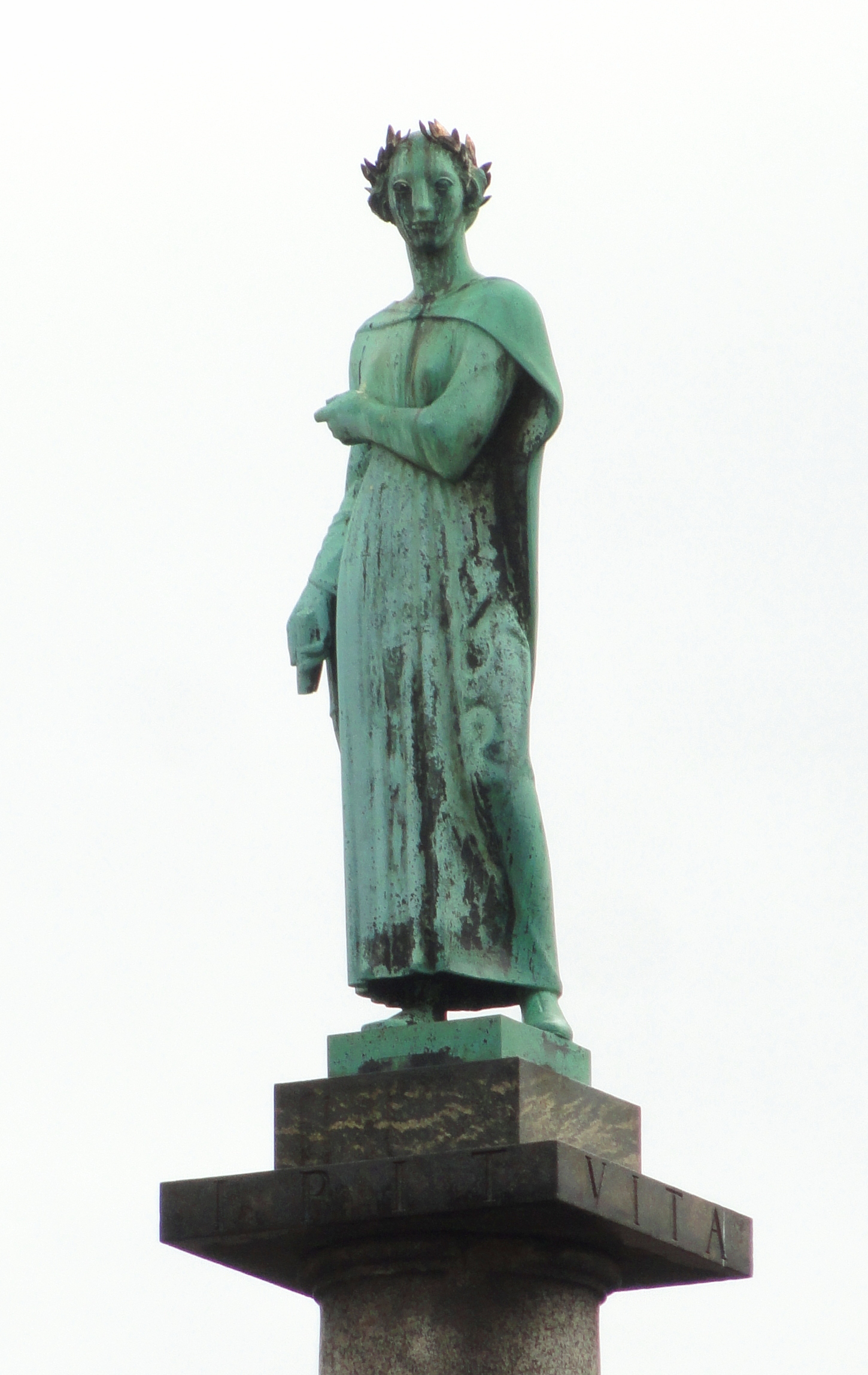
Einar Utzon-Frank: Skulptur Beatrice, Dante-Säule

Mit der Position, die Utzon-Frank so gewonnen hatte, wurden seine Werke regelmäßig auf offiziellen Ausstellungen dänischer Kunst im Ausland gezeigt. Seine eigene Arbeiten schienen sich nun in Richtung Denkmäler zu bewegen. 1919 schlug er vor, eine Statue von König Christian II. auf dem Platz Amagertorv zu errichten und 1924 eine von König Frederik II. für Schloss Kronborg.

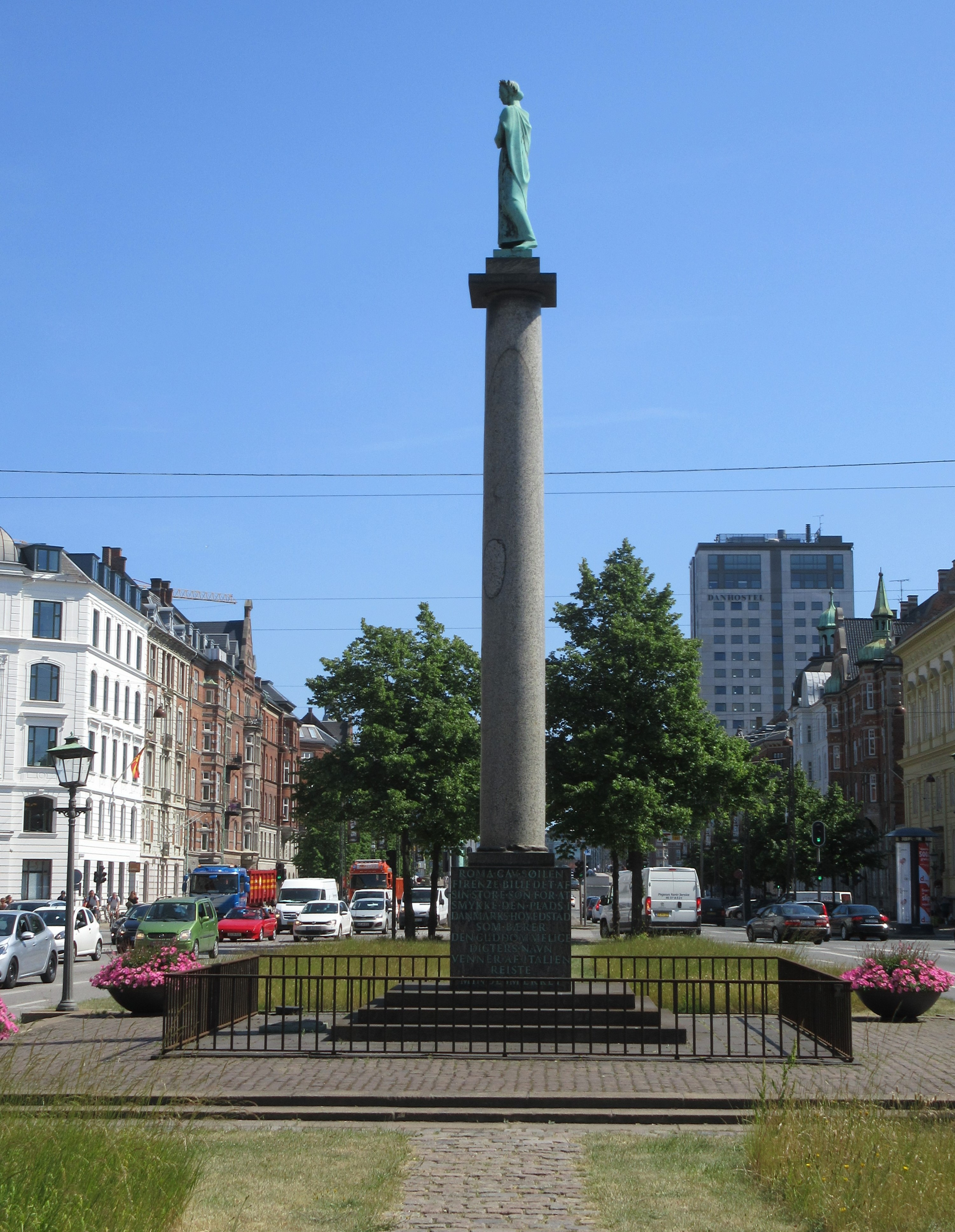
Dantes Plads mit Dante-Säule und Einar Utzon-Frank Skulptur Beatrice som poesiens genius, Kopenhagen

Als Vorschlag für Kopenhagens Wahrzeichen, den Kopenhagener Hafen, entwarf er die Geburt des Pegasus. 1924 wurde die Dante-Säule, gekrönt von der Beatrice-Figur, in Kopenhagen enthüllt. Damals wurden auch die von ihm entworfenen Marmorsarkophage für König Frederik VIII. und Königin Louise im Dom zu Roskilde aufgestellt.

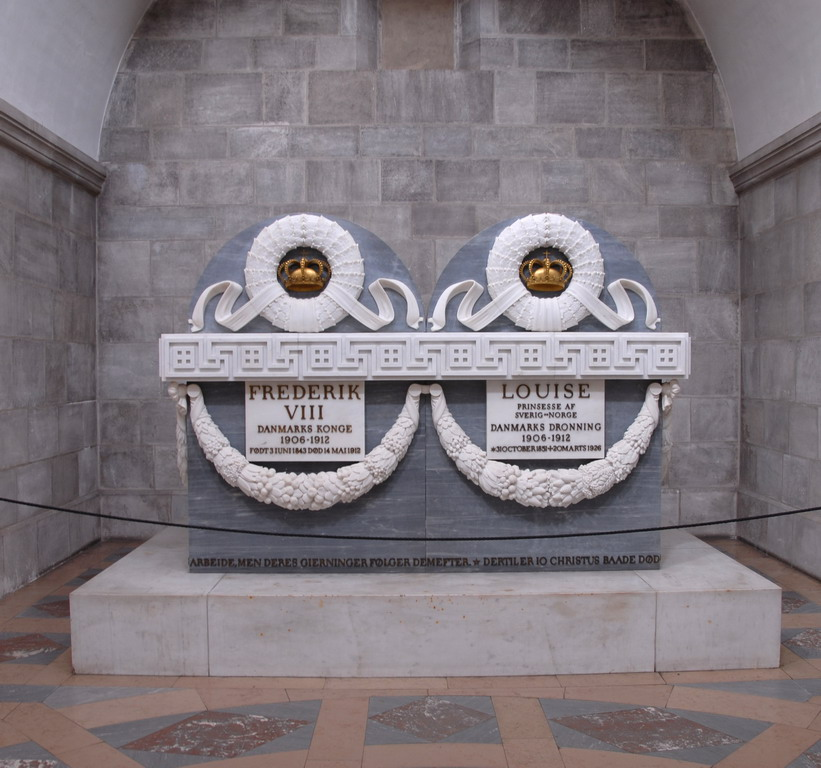
Der Sarkophag von Frederik VIII. und Königin Louise im Dom zu Roskilde

Nach 1920 verließ Utzon-Frank den übertrieben verfeinerten Stil und wandte sich besonders der Monumentalplastik zu, und seine Anregungen dafür waren zahlreich. In der Zwischenkriegszeit realisierte er auch eine Vielzahl öffentlicher Denkmäler, von denen die kolossale Figur des Schlangentöters (dänisch Slangedræberen) aus dem Jahr 1924 (Bronze, Politigården, Kopenhagen) im Polizei-Hauptquartier als Meisterwerk gelten muss. Stilisiert, aber außerordentlich wirkungsvoll tritt die nackte männliche Figur auf die Schlange als symbolische Darstellung des Kampfes gegen das Böse. In dieser Figur scheint er das Pathos, das in den europäischen Diktaturen der 1930er Jahre für die Bildhauerkunst charakteristisch wurde, stilistisch vorwegzunehmen, doch schon bald werden seine Arbeiten stärker von der nationalen Tradition geprägt. So wie das Granitrelief Dødens engel (deutsch Todesengel) (1929) über dem Haupteingang zum Krematorium von Søndermark. Er war sich der Verbindung zwischen Architektur und skulpturaler Dekoration sehr bewusst und löste mehrere Aufgaben dieser Art wie die Arbeit Menneskets aldre (deutsch Zeitalter des Menschen) (1926–1928) im Festsaal der Volkshochschule Borup. Utzon-Frank trug zur Dekoration von „Stærekassen“ bei, die zu einer groß angelegten Manifestation aller Kunstformen wurden mit sechs Fassadenreliefs 1930–1931.
Seine letzten großen Werke waren alle sehr anspruchsvoll. Ende der 1930er Jahre erhielt er den Auftrag, die Rekonstruktion der Reiterstatue von König Christian V. von Abraham César Lamoureux am Kongens Nytorv in Kopenhagen durchzuführen. Das Reiterstandbild war ursprünglich zwischen 1687 und 1688 errichtet und aus vergoldetem Blei gefertigt worden. Er fertigte die Statue neu aus Bronze zwischen 1939 und 1942.
Ungefähr zur gleichen Zeit fertigte er aus Bronze das Denkmal für den dänischen Bildhauer Bertel Thorvaldsen (1770–1844), dem er sich zeitlebens verpflichtet fühlte, für den Hof des Ausstellungsgebäudes von Schloss Charlottenborg (jetzt verlegt nach Ørstedsparken, Kopenhagen). Und schließlich das Reiterstandbild von König Christian X. in Bronze, Sankt Annæ Plads in Kopenhagen, enthüllt am 26. September 1954.
Utzon-Frank hat im Laufe der Zeit eine ganze Reihe von Porträtbüsten angefertigt, darunter mehrere aus der eigenen Familie. Auch seine hervorragenden Zeichnungen sind zu erwähnen, da diese Disziplin von seinen Schülern aufgegriffen wurde. Eine seiner Skizzen für ein Denkmal den dänischen Dichters Hans Christian Andersen wurde nach seinem Tod von seinem Schüler Henry Luckow-Nielsen verwirklicht. Neben den bereits erwähnten Arbeiten ist Utzon-Frank in folgenden öffentlichen Sammlungen mit Arbeiten vertreten: Designmuseum Danmark in Kopenhagen, Museum in Odense, Koldinghus in Kolding, Universitätsmuseum Bergen, Albertinum in Dresden, Stedelijk Museum in Amsterdam, die Museen in Brighton und Rio de Janeiro.
Utzon-Frank beteiligte sich 1932 mit seiner Skulptur „Der Bogenschütze“ an dem Kunstwettbewerb bei den Olympischen Sommerspielen in Los Angeles in der offenen Skulpturenwertung, ohne eine Medaille zu gewinnen.

## Akademische Laufbahn
Im Jahr 1918 wurde Utzon-Frank im Alter von nur 30 Jahren zum Professor an der Königlich Dänischen Kunstakademie in Kopenhagen ernannt, eine Stelle, die er bis 1955 innehatte. Es stellte sich schnell heraus, dass er über hervorragende pädagogische Fähigkeiten verfügte. Charakteristisch für seine Schüler ist, dass sie selbst von der Lehre profitiert haben, und wenn man sie vergleicht, ist es charakteristisch, dass ihre individuelle Begabung und Besonderheit dazu beigetragen haben. Seine Visionen von der Organisation der Akademie, die sich im Laufe der Zeit weitgehend erfüllten, führten zunächst zu einer Zusammenarbeit mit dem Leiter der Dekorationsschule, Joakim Skovgaard (1856–1933), den er seit seiner Kindheit kannte. In seiner Lehre legte er großen Wert auf solides Handwerk, und seine pädagogischen Vorstellungen orientierten sich an den Idealen der großen Werkstätten der Renaissance, in denen den Schülern die Möglichkeit gegeben wurde, sich an den Aufgaben des Meisters selbst zu beteiligen. Er war ein Lehrer und Erzieher von großer Bedeutung und dominierte mehrere Generationen von Bildhauern, darunter Henry Heerup, Sigrid Lütken, Janus Kamban, Anne Marie Carl-Nielsen, Gestur Þorgrímsson und Douglas Robertson Bisset. Diese Position bedeutete aber auch, dass seine bildhauerischen Ideale fast ein Menschenalter dominierten und er daher fast zwangsläufig in ein Oppositionsverhältnis geriet, nicht nur zu den Zeitgenossen, sondern auch zu den jüngeren Bildhauern, die auf eine abstrakte Skulptur hinarbeiteten.
Seine Vertrauensstellungen an der Akademie waren zahlreich. Im Jahr 1918 wurde er Mitglied des Akademierates und war 1925–1928 Direktor der Akademie.

## Familie und privates Leben
Einar Utzon-Frank war der Sohn von Jens Christian Frank (1841–1899) und Ane Cathrine Utzon (1845–1922). Die Mutter war die Schwester von Hans Jørgen Utzon, dem Großvater des dänischen Architekten Jørn Utzon (1918–2008).
Utzon-Frank heiratete am 4. Dezember 1908 in Frederiksberg seine Frau Gerda Harriet Margrete Christensen Gerda Harriet Margrete Christensen (* 10. Oktober 1886 in Kopenhagen; † 16. März 1962 ebenda). Sie war die Tochter des Maurermeisters Hans Christensen und seiner Frau Ane Kirstine Larsen. Ihre gemeinsame Tochter Grete Utzon-Frank wurde am 8. Februar 1909 in Kopenhagen geboren. Sie heiratete am 21. März 1930 den Maler und Schriftsteller Flemming Bergsøe (1905–1968). Die Ehe wurde später geschieden.
Einar Utzon-Frank änderte am 16. Februar 1943 seinen Namen in Utzon-Frank, indem er den Bindestrich zwischen Utzon (Name der Mutter) und Frank (Name des Vaters) eintragen ließ.
Utzon-Frank starb 1955 und wurde auf dem Vestre Kirkegård in Kopenhagen begraben.

## Werke

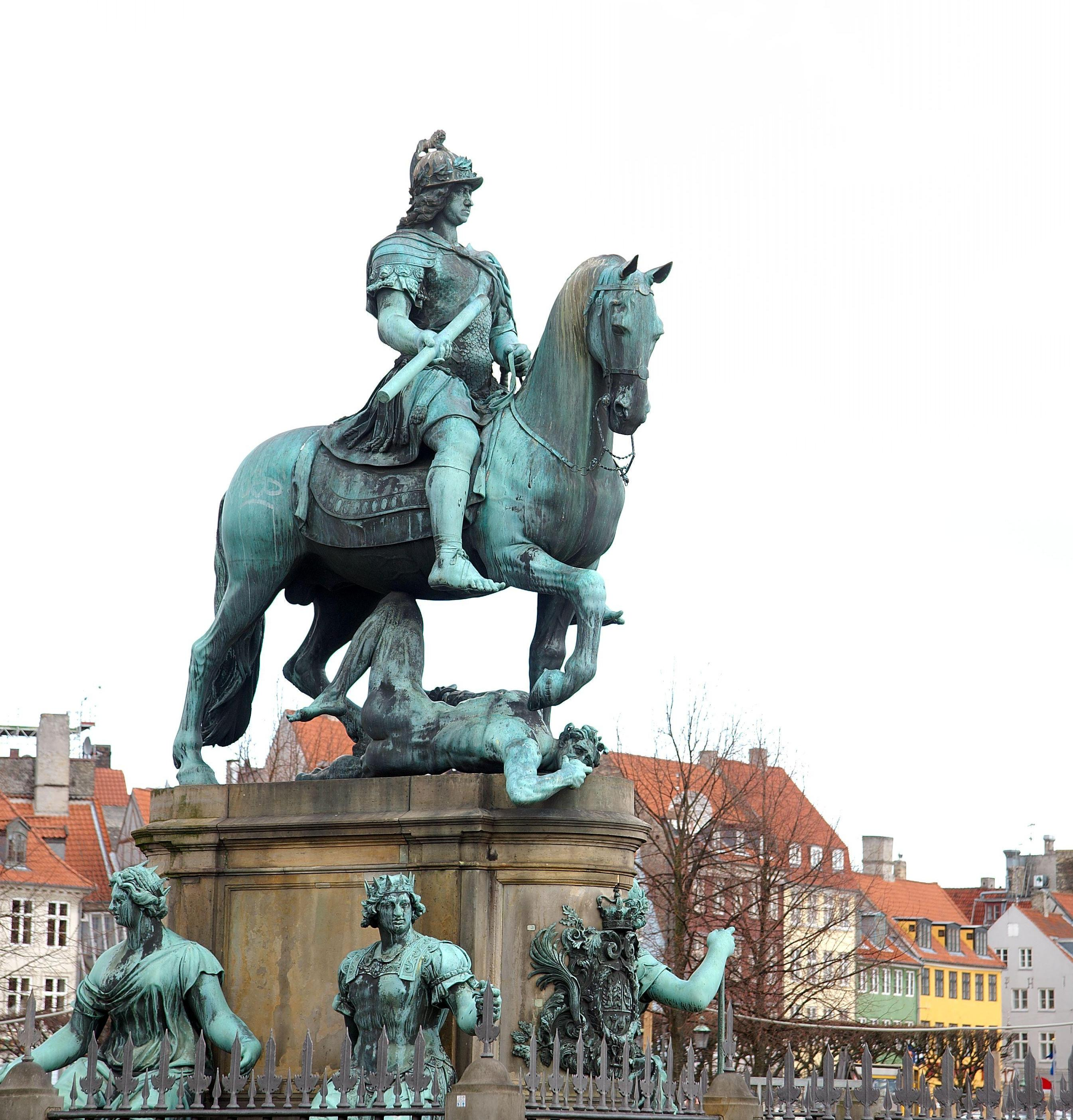
Das von Einar Utzon-Frank rekonstruierte Reiterstandbild von Christian V., Kongens Nytorv, Kopenhagen

Zu seinen bekanntesten Werken gehören:
- 1914: Aphrodite, Gips, 1915 in Bronze, Statens Museum for Kunst
- 1914: „Aphrodites Kopf“, Schwedisches Nationalmuseum, Stockholm
- 1916: Atalante, Darstellung der Frau Atalante aus der griechischen Mythologie, Bronzestatue, im zentralen Rådhusparken (deutsch Der Rathauspark) in Aarhus
- 1920: Grabdenkmal für den Freund und Bildhauer Georg Ulmer, Assistens Kirkegaard, Kopenhagen
- 1923: Justitia, Bronzestatue, Standort am Hof in Frederiksberg[3]
- 1923: Gedenkstein für den dänischen Maler Johan Thomas Lundbye (1818–1848), Bedsted, Tønder Kommune
- 1924: Slangedræberen (deutsch Der Schlangentöter), Bronzeskulptur, Politigården, Kopenhagen
- 1924: Beatrice som poesiens genius, (deutsch Beatrice als Poesiegenie), Bronze, Statue auf der Dantesäule, Dantes Plads, Kopenhagen
- 1924: Marmorsarkophage für Frederik VIII., Dom zu Roskilde
- 1926: Hamlets Grav (deutsch Hamlets Grab), Granit, Schloss Marienlyst, Helsingør)
- 1926: Erik af Pommerns Mindebrønd (deutsch Erik von Pommerns Gedenkbrunnen), Bronze, Axeltorv, Helsingør
- 1927: Opstandelse (deutsch Auferstehung), Kunststein, Ordrup Kapelle, Ordrup
- 1927–1929: Dødens engel (deutsch Totesengel), Granitrelief über dem Eingang zum Søndermark Krematorium, Søndermark Kirkegård, Frederiksberg
- 1931: Gedenkstein für Königin Margarethe I.,  (1931, Schloss Christiansborg, Kopenhagen
- 1936: Vejrpigerne (deutsch Wettermädchen), Bronze, Richshuset, Rådhuspladsen 16, Kopenhagen
- 1938: Flyvermindesmærket (deutsch Das Luftfahrt-Denkmal), Christianshavns Wall, Kopenhagen
- 1939–1942: Reiterstandbild von Christian V., Bronze, Rekonstruktion des Reiterstandbildes von Abraham César Lamoureux, Kongens Nytorv, Kopenhagen
- 1943: Statue von Bertel Thorvaldsen (1770–1844), Bronze und Granit, Ørstedsparken, Kopenhagen
- 1953: Statue von König Knut IV. der Heilige, Bronze, Vilhelm Werners Plads, Odense
- 1954: Reiterstandbild von Christian X., Sankt Annæ Plads, Kopenhagen

## Auszeichnungen
- 1909: Stipendium von „Den Hielmstierne-Rosencroneske Stiftelse“
- 1911: Eckersberg-Medaille
- 1925: Diplom d’honneur, Paris[1]
- 1944: Thorvaldsen-Medaille (höchste dänische Auszeichnung innerhalb der bildenden Künste; benannt nach dem dänischen Bildhauer Bertel Thorvaldsen)